# Katrineholms stadshotell
Kartineholms stadshotell (officiellt Best Western Hotel Statt) ligger vid Storgatan 20 i Katrineholm, Katrineholms kommun. Hotellet uppfördes åren 1914 till 1915 efter ritningar av Norrköpingsarkitekten Werner Northun.

## Historik

### Bakgrund

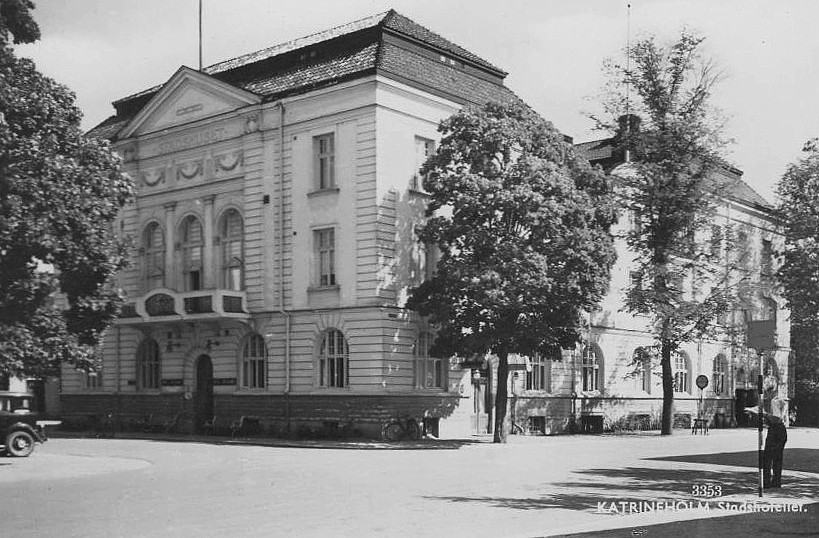
Hotellet på 1930-talet.

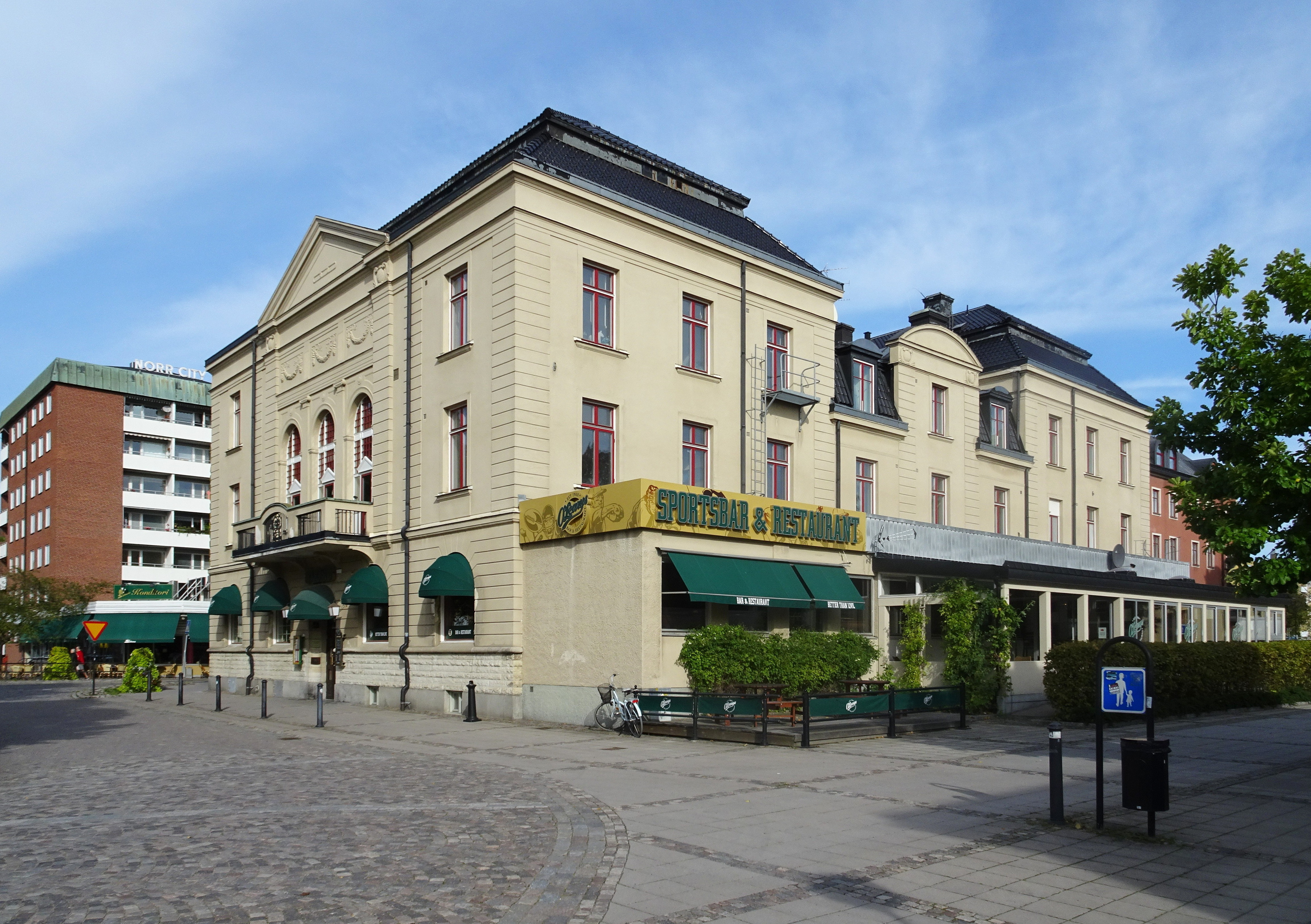
Hotellet i september 2020.

På tomten för dagens stadshotell låg Katrineholms gästgiveri- och diligensstation som öppnade 1863 intill den då nya Katrineholms järnvägsstationen. 1914 förvärvades tomten av AB Stadshuset och den gamla byggnaden revs. AB Stadshuset var även byggherre och anlitade arkitekt Werner Northun att rita byggnaden. Han hade några år tidigare stått som arkitekt för närbelägna Kullbergska huset. Bakom AB Stadshuset stod ingenjörerna Olof Kullberg-Mayer och Roland Wengström. Verkställande direktör var kassör Nils Hedberg hos Kullberg & Co.

### Byggnaden
Det stora hotellkomplexet invigdes efter två års byggtid den 12 januari 1916. Arkitekt Werner Northun gestaltade exteriören efter tidens smak i nyklassicistisk stil. Huset fick tre våningar under ett säteritak. Fasaderna smyckades med rusticerade hörnkedjor och rusticerade bottenvåning. Huvudfasaden vändes mot väster och Järnvägsparken. Här dominerar en fronton med festonger, höga bågfönster och en praktfull balkong. 
Huset inrymde förutom hotellrum och restaurang även en filial av Södermanlands Enskilda Bank, tandläkar- och läkarmottagning samt privatbostäder. Serveringslokalerna hade väggdekorationer utförda av konstnären Carl Forsslund. Redan två år efter invigningen köptes hotellet för 400 000 kronor av Katrineholms stad. Sedan dess har fastigheten varit i kommunens ägo men driften har ombesörjts av olika näringsidkare. Bland dem fanns Östra Sveriges Allmänna Restaurangaktiebolag (ÖSARA, som senare uppgick i SARA) som skötte verksamheten mellan 1940-talet och 1978. Under en ny arrendator utökades 1981 antal gästrum med 65 i en tillbyggnad.

## Verksamhet
Efter ytterligare några arrendatorer övertogs verksamheten av nuvarande bolaget Hotel Hus Sweden som även driver Stora Djulö. Hotellet har 92 hotellrum, två restauranger och festvåning samt sju konferenslokaler.